# 한국심리치료사협회
한국심리치료사협회는 교육청 정식인 바우처가 가능한 심리상담사 1급 자격증을 발급하는 국가인증 교육기관이다.
2000년도 오프라인 교육을 시작으로 2013년부터 온라인 강의로도 자격증 발급이 가능하다.
심리치료사라는 단어를 2016년부터 사용하지 않게되면서 자격증명은 심리치료사에서 심리상담사로 변경되었다.

## 심리상담사 자격증 발급목록
- 심리상담사 1급
- 아동심리상담사 1급
- 노인심리상담사 1급
- 미술심리상담사 1급
- 아동미술심리상담사 1급
- 놀이심리상담사 1급